# Confrontos no Camboja em 1997
Confrontos no Camboja em 1997 ou crise cambojana de 1997 ou , ainda, golpe de Estado no Camboja de 1997 (especialmente pelos críticos de Hun Sen), foram uma série de eventos políticos e militares que ocorreram no Camboja entre julho e agosto de 1997. A crise atingiu o seu auge durante os meses de junho e julho, quando as tensões entre o Partido Popular do Camboja (PPC) e a Funcinpec degeneraram em conflito aberto, enquanto o  Khmer Vermelho era sacudido por lutas internas que levaram à prisão de Pol Pot por seus antigos subordinados. A crise política, que quase levou o processo dos Acordos de Paz de Paris de 1991 ao  colapso, resultou na derrubada do príncipe Norodom Ranariddh (vencedor das eleições de 1993 e "Primeiro Primeiro ministro") por Hun Sen ("Segundo Primeiro Ministro), além de gerar confrontos que produziram dezenas de mortos.

## Antecedentes
Em 16 de março de 1992, a Autoridade Provisória das Nações Unidas no Camboja (UNTAC), sob a direção do  Representante Especial do secretário-geral das Nações Unidas, Yasushi Akashi, e do tenente-general John Sanderson, chegaram ao Camboja para iniciar a implementação do plano de estabilização da ONU, que fora concluído após os Acordos de Paz de Paris de 1991. Eleições livres foram realizadas em maio de 1993. Ao todo, mais de quatro milhões de cambojanos (cerca de 90% dos eleitores) participaram nas eleições, mas o Khmer Vermelho ou Partido do Kampuchea Democrático (PDK), cujas forças nunca haviam sido realmente desarmadas ou desmobilizadas, impediu a participação dos eleitores nos 10-15 % do território do país (correspondente a 6% da população) sob seu controle.
O partido monarquista Funcinpec, do príncipe Norodom Ranariddh, foi o vencedor da votação, com 45,5% votos, seguido pelo Partido Popular do Camboja, de Hun Sen (ex-comunista), e pelo Partido Democrático Liberal Budista,de Son Sann, respectivamente. Apesar da vitória, o Funcinpec teve de entrar em negociações de coalizão com o Partido Popular do Camboja, liderado por Hun Sen, que se recusava a entregar o poder. Após negociações, o príncipe Ranariddh e Hun Sen se tornaram primeiro e segundo primeiros-ministros, respectivamente, do Governo Real do Camboja.

## Confrontos entre facções
Em 1997, a  longa  tensão entre os dois partidos governistas irrompeu em confrontos entre os partidários do príncipe Norodom Ranariddh e os poiadores de Hun Sen, o que resultou  em várias mortes. Essses eventos foram  referidos pela imprensa e por alguns estudiosos, como um "sangrento golpe do  homem-forte  Hun Sen", sem  uma investigação mais séria e isenta sobre as causas e o desenvolvimento do conflito.
Entre os poucos que, na época, tentaram considerar evidências e testemunhos de ambos os lados, estavam o  embaixador australiano no Camboja, Tony Kevin e o jornalista Barry Wain, também australiano, que escreveu: "em circunstâncias que permanecem discutíveis, as forças militares do Sr. Hun Sen [...] derrotaram as tropas do príncipe Ranariddh em Phnom Penh".
Thomas Hammarberg, Representante Especial das Nações Unidas para Assuntos de Direitos Humanos no Camboja, deixou claro, em seu relatório de outubro de 1997 para a Assembleia Geral da ONU, que  os acontecimentos de 5 e 6 de julho constituíam um  golpe de Estado. Em retrospectiva, algumas questões têm sido identificadas como possíveis causas da crise. Em primeiro lugar, o "poder dual", acordado segundo a fórmula de partilha do poder adotada em 1993, com dois primeiros-ministros, permitiu que o PPC mantivesse o controle das estruturas de poder, ao mesmo tempo que a Funcinpec  estabelecia  uma aliança - Frente Unida Nacional - com o Partido Sam Rainsy, de oposição. Ambos os lados se acusavam mutuamente de tentar integrar os ex-combatentes do Khmer Vermelho. Hun Sen alegava que Ranariddh estava planejando a tomada do poder com a ajuda dos ex-combatentes do Khmer Vermelho, supostamente introduzidos clandestinamente na capital. Ao mesmo tempo,  o exército de Hun Sen também incluía  ex-combatentes do Khmer Vermelho.
Em 5 de julho de 1997, tropas do PPC lideradas pelo  General Ke Kim Yan cercaram uma guarnição militar comandada por Nhek Bun Chhay (ligado à Funcinpec), situada na  província de Kampong Speu. Ke Kim Yan tentou persuadir Nhek Bun Chhay a desmantelar sua guarnição, mas não conseguiu. : 299 Ao mesmo tempo, policiais militares alinhados ao PPC  foram até à residência de Chao Sambath  (outro general ligado à Funcinpec)  e pediram às tropas  que guardavam o local que entregassem suas armas: 300 Nhek Bun Chhay respondeu ordenando que as tropas da Funcinpec resistissem aos avanços das tropas e da polícia militar do PPC .:258 Seguiram-se então intensos combates na base militar de Taing Krassang e no Aeroporto Internacional de Phnom Penh, onde se encontrava a maior parte das tropas da Funcinpec.
Ao saber das notícias, Hun Sen  retornou apressadamente de suas férias em Vũng Tàu (Vietnam)  :255   e, no dia seguinte, deslocou  unidades de sua guarda pessoal para que se juntassem às forças regulares que combatiam as tropas da Funcinpec. Estas  fizeram duas tentativas de ataque às tropas do PPC mas foram rapidamente repelidas pelos guarda-costas de Hun Sen e pelas tropas regulares. Assim, depois de sofrer pesadas baixas, as tropas da Funcinpec se retiraram de suas posições:257-8 ,  fugindo para  O'Smach, pequena localidade da província de Oddar Mean Cheay, perto da fronteira tailandesa. :254
Após a resistência monarquista ser esmagada em Phnom Penh, houve de fato alguma resistência conjunta das forças Funcinpec-Khmer Vermelho nas províncias do Norte, onde os combates contra a ofensiva de Hun Sen duraram até agosto de 1997.
Na sequência da tomada do poder por Hun Sen, o Príncipe Ranariddh exilou-se para Paris. Alguns líderes da Funcinpec foram forçados a fugir do país e muitos foram mortos. Ung Huot foi eleito como o novo Primeiro-Ministro. Pouco antes das eleições para a Assembleia Nacional de 1998, os líderes da Funcinpec retornaram ao Camboja. Nessas eleições, o Partido Popular do Camboja recebeu 41% dos votos, a Funcinpec 32%, e o Partido Sam Rainsy 13%. Segundo observadores internacionais, as eleições foram gravemente prejudicadas pela violência política, intimidação e falta de acesso à mídia. O Partido Popular do Camboja e a Funcinpec formaram um outro governo de coalizão, sendo que o Partido Popular do Camboja passou a ser o parceiro principal.